# Bozakites concolor
Bozakites concolor là một loài tò vò trong họ Ichneumonidae.